# Паскаль, Мадлен
Мадлен Паскаль (фр. Madeleine Pascal; 1946, Париж, Франция) — французская певица, известная своим участием на конкурсе песни «Евровидение-1966».

## Биография

### Карьера
Мадлен начала петь и играть на гитаре в возрасте 13 лет. В 1965 году, юная певица выпустила свой первый сингл «La Vérité».

### Евровидение
Мадлен была выбрана швейцарским телевещателем, чтобы представить Швейцарию на конкурсе песни «Евровидение-1966». Исполненная композиция «Ne vois-tu pas?» заняла шестое место с 12 баллами.

### Дальнейшая жизнь и карьера
Дальнейшая музыкальная карьера Мадлен, ровно как и её личная жизнь, остались практически в безвестности.

## Дискография
- La vérité; Oh quelle chance on a/Sur ce quai; Tout paraît possible (45 T Polydor 27.186)
- Qui m'aurait dit ça?; Ma chanson d'amour/Le ballet des essuie-glaces; Avec ses yeux (45 T Polydor 27.208)
- Ne vois-tu pas?; François/Aux amoureux du monde; Le jour où il va m'embrasser (45 T CBS EP 5670)
- J'ai choisi la liberté; Dieu n'est pas vieux/ J'aime les oignons; Que chantait grand'mère (45 T CBS EP 5743)